# SR 59230A
SR 59230A是一种含氮有机化合物，化学式为C21H27NO2，能作为选择性的β受体阻滞剂。